# Aeolothrips montanus
Aeolothrips montanus är en insektsart som beskrevs av Bailey 1951. Aeolothrips montanus ingår i släktet Aeolothrips och familjen rovtripsar. Inga underarter finns listade i Catalogue of Life.